# El extraordinario viaje de Lucius Dumb
El extraordinario viaje de Lucius Dumb (en basc Lucius Dumben berebiziko bidaia) és una pel·lícula d'animació espanyola del 2013 dirigida per Maite Ruiz de Austri, coautora del guió, i produïda per Iñigo Silva i Extra Producciones Audiovisuales i realitzada en suport de la campanya "Els drets humans el teu millor instrument", de l'ONG Músics Sense Fronteres. El projecte es completa amb un llibre coral de contes escrits per Toti Martínez de Lezea, Isaac Rosa, Miren Aranburu, Rikardo Arregi, Miguel Murillo, Eugenio Fuentes, Rosa Lencero, Juan Kruz Igerabide i Maite Ruiz de Austri publicat per Edelvives, i una cançó solidària amb la participació entre altres de Bebe i Nacho Campillo.

## Sinopsi
Un grup de científics molt intel·ligents, molt bojos i molt savis, busquen un instrument que ajudi a convertir la Terra en un planeta pacífic, feliç i lluminós. Com tenen la seguretat que aquest instrument existeix en alguna part, decideixen que un d'ells surti en la seva cerca. L'escollit és Lucius Dumb, un científic jovenet, tímid i bondadós. En el seu camí Lucius coneix al Professor i El Comandant, un parell de simpàtics extraterrestres que han tingut una avaria en la seva nau i que necessiten una font d'energia positiva molt potent per a recarregar les seves bateries.

## Recepció
Fou nominada al Goya a la millor pel·lícula d'animació i a la Medalla del CEC a la millor pel·lícula d'animació. Però va rebre el premi Platino i va participar al Worldfest Festival, a Houston, i el Premi Platinum en el Festival de Cinema Internacional de la Dona, Assumptes socials i Zero-Discriminació (IFFWOSORO) 2015.